# Porcellio teodori
Porcellio teodori is een pissebed uit de familie Porcellionidae. De wetenschappelijke naam van de soort is voor het eerst geldig gepubliceerd in 1927 door Arcangeli.